# Tabanus bombyaensis
Tabanus bombyaensis är en tvåvingeart som beskrevs av Schuurmans Stekhoven 1926. Tabanus bombyaensis ingår i släktet Tabanus och familjen bromsar. Inga underarter finns listade i Catalogue of Life.